# Létay Vera
Létay Vera (Budapest, 1935. augusztus 27. – 2020. április 19.) Balázs Béla-díjas (1986) magyar kritikus, dramaturg, újságíró, lapszerkesztő.

## Életpályája
1952–1957 között a Színház- és Filmművészeti Főiskola dramaturg szakán tanult. 1957–1961 között a Mafilmnél dolgozott. 1961-től a Filmvilág munkatársa és szerkesztője; 1979–2010 között főszerkesztője volt.
Dramaturgja volt például a Törőcsik Mari-val készült Kölyöknek, amelyet Szemes Mihály rendezett. 1962-ben dramaturgja volt a Mici néni két élete című komédiának is, amelynek Mamcserov Frigyes volt rendezője.

## Filmjei
- Kölyök (1959)
- Az arcnélküli város (1960)
- Jó utat, autóbusz (1961)
- Mici néni két élete (1962)
- Kertes házak utcája (1963)

## Művei
- Igent és nemet mondani; Magvető, Bp., 1972 (Elvek és utak)[2]
- Komédia. Színikritikák; Magvető, Bp., 1976 (Elvek és utak)[3]
- Makk Károly. Egy filmrendező világa; szerk. Balikó Helga, Létay Vera, Kőrössi P. József, interjúk Konrád György et al.; Noran, Bp., 2006

## Díjai
- Sajtópáholy-díj (2002)